# Santiago Challenger 1999
Il Santiago Challenger 1999 è stato un torneo di tennis facente parte della categoria ATP Challenger Series nell'ambito dell'ATP Challenger Series 1999. Il torneo si è giocato a Santiago in Cile dal 1° al 7 novembre 1999 su campi in terra rossa.

## Vincitori

### Singolare
Nicolás Massú ha battuto in finale  Karim Alami con il punteggio di 6–7, 6–2, 6–4

### Doppio
Antonio Prieto /  Cristiano Testa hanno battuto in finale  Álex López Morón /  Germán Puentes Alcañiz con il punteggio di 4–6, 6–4, 6–3